# Берте Абрахам
Берте Абрахам (на френски: Berthe Abraham) е френска писателка на произведения в жанра любовен роман. Пише под мъжкия псевдоним Анри Ардел (на френски: Henri Ardel).

## Биография и творчество
Берте Мари Викторин Палмир Абрахам е родена на 6 юни 1863 г. в Амиен, Франция, в семейството на търговеца Алфонс и съпругата му Луси Матилд Пилие. Отраства в Анген, а по-късно остава в Париж.
Първото ѝ публикувано произведение „Au cours!“ е около 1888 г. Пише сантиментални романи предимно за девойки, в които залага на католическите теми за висок морал и себеуважение. Творчеството ѝ е многократно преиздавано.
Писателката води самотен и скромен живот и няма публични изяви. Никога не е била омъжена.
Берте Абрахам умира на 6 януари 1938 г. в Париж, Франция.

## Произведения
- Au cours ! (~1888)
- Près du bonheur (1889)
- Cœur de sceptique (1893) – награда „Montyon“
- Au retour (1894)
Обратът, изд. „Боивест“ (1993), прев.
- Rêve blanc (1894)
- Mon cousin Guy (1896)
- René Orlis (1897)
- Tout arrive (1898)
- L'Heure décisive (1899)
- Seule (1901)
Сама, изд. „Книпеграф“ (1940), прев. Олга Тодорова, Сирак Скитник
- La Faute d'autrui (1900)
- Le Mal d'aimer (1904)
Любовна мъка, изд.: ИК „Хермес“, Пловдив (1993), прев. Радка Крапчева
- Le Rêve de Suzy (1905)
- Un Conte bleu (1906)
- L'absence (1906)
- L'été de Guillemette (1908)
- L’aube (1911)
- La nuit tombe (1913)
- Le Chemin qui descend (1916)
- L'Étreinte du passé (1918)
- Le Feu sous la cendre (1919)
- Il faut marier Jean! (1921)
- Deux amours (1922)
- L'Appel souverain (1923)
- L'imprudente aventure (1925)
Брачна авантюра, изд.: ИК „Хермес“, Пловдив (1993), прев. Радка Крапчева
- Les Âmes closes (1927)
- Les vacances de la famille Brice (1928)
- La petite Moune suivi de Le Masque (1930)
- Ève et le serpent (1930)
- Faiblesse (1932)
- Ainsi souffla le vent (1934)
- L'Autre Miracle (1936)
- Colette Brice au Maroc (1937)
- Il était une adroite princesse (1937)
- Les Deux Visages de l'amour (1938)
Двете лица на любовта, изд.: ИК „Хермес“, Пловдив (1993), прев. Радка Крапчева

### Екранизации
- 1920 Lifting Shadows